# 地域生活定着支援センター
地域生活定着支援センター（ちいきせいかつていちゃくしえんセンター）は、高齢又は障害を有するため、福祉的な支援を必要とする矯正施設退所者について、退所後直ちに福祉サービス等につなげるために設置されている支援機関である。2009年（平成21年）7月より全国で設置が進んでいる。
罪を犯して矯正施設に収容されている者の中には、高齢や障害によって自立した生活を送ることが困難な者も多く含まれている。そういった者の中には、親族等の受入先がなく、刑期が満了すると特別な手当のないまま地域社会に復帰せざるを得ない者も多い。そういった退所者は、地域に戻っても何の支援も受けられずに再び罪を犯し、矯正施設に収容されて地域生活に定着できない現状が指摘されていた。
このため、厚生労働省は、「地域生活定着支援事業」を創設して、この様な高齢・障害のために福祉的支援を必要とする矯正施設退所者について、退所後直ちに福祉サービス等につなげるための施策として全国に地域生活定着支援センターの設置を進めている。
地域生活定着支援センターは、保護観察所と協働して、高齢・障害のために福祉的支援を必要とする退所者の社会復帰を福祉サービスの利用を通じて推進することとなる。
現在、各都道府県に1か所ずつ（北海道は2か所）設置がされ、各都道府県から事業主体が受託して運営されている。事業の受託主体はNPO法人、社会福祉協議会、社会福祉士会など様々である。受託主体が多様なため、各都道府県の地域生活定着支援センターも、福祉施設的なものからアパートの一室で本来業務のみを行うところまで多様なものとなっている。

## 本来業務
次の3つがある。
1. コーディネート業務 – 次の対象者に対し、保護観察所からの依頼に基づき、対象者の退所後に必要な福祉サービスのニーズを確認し、施設等のあっせんや必要な福祉サービスに係る申請支援を行う。
2. フォローアップ業務 - コーディネート業務によるあっせんにより矯正施設退所者を受け入れた施設等に必要な助言等を行う。
3. 相談支援業務 - 矯正施設から退所した者の福祉サービス等の利用に関して、本人またはその関係者からの相談に応じ、福祉的な支援を必要と認める出所者の場合は引き続き、助言その他必要な支援を行う。

## 対象者
1. 特別調整対象者 – 概ね65歳以上の高齢者または身体障害、知的障害若しくは精神障害を有する矯正施設入所者で、住居や家族等の受入先がなく、保護観察所から特別調整協力等の依頼のあった福祉的な支援が必要な出所予定者。
2. 一般調整対象者 – 概ね65歳以上の高齢者または身体障害、知的障害若しくは精神障害を有する矯正施設入所者で、住居や家族等の受入先はあるが、家族等も高齢や要介護等の事情により、保護観察所から特別調整協力等の依頼のあった福祉的な支援が必要な出所予定者。